# 1785 Wurm
1785 Wurm (1941 CD) là một tiểu hành tinh vành đai chính được phát hiện ngày 15 tháng 2 năm 1941 bởi K. Reinmuth ở Heidelberg.